# Смешанная парная сборная Чехии по кёрлингу на колясках
Смешанная парная сборная Чехии по кёрлингу на колясках — смешанная национальная сборная команда (составленная из одного мужчины и одной женщины), представляет Чехию на международных соревнованиях по кёрлингу на колясках. Управляющей организацией выступает Ассоциация кёрлинга Чехии (чеш. Český svaz curlingu, англ. Czech Curling Assotiation).

## Результаты выступлений

### Чемпионаты мира
| Год        | Место          | Игры           | Победы         | Поражения      | Состав (женщина, мужчина, тренер)                              |
| ---------- | -------------- | -------------- | -------------- | -------------- | -------------------------------------------------------------- |
| 2022       | 15             | 8              | 3              | 5              | Jana Brincilova, Martin Tluk, тренер: Суне Фредериксен         |
| 2023, 2024 | не участвовали | не участвовали | не участвовали | не участвовали | не участвовали                                                 |
| 2025       | 7              | 7              | 4              | 3              | Zaneta Schmuttermeierova, Radek Musilek, тренер: Vit Nekovarik |

(данные отсюда:)